# 微型计算机 (杂志)
《微型计算机》是中国大陆的一份信息技术类杂志，专注于电脑硬件技术与产品。1980年在重庆创刊。该杂志由重庆远望科技信息有限公司经营。
该杂志1980年创刊时为科技学术期刊，1997年7月起转型为面向大众的技术普及杂志。